# Aristeus antennatus
Aristeus antennatus is een tienpotigensoort uit de familie van de Aristeidae. De wetenschappelijke naam van de soort is voor het eerst geldig gepubliceerd in 1816 door Risso.